# Protonemura ermolenkoi
Protonemura ermolenkoi is een steenvlieg uit de familie beeksteenvliegen (Nemouridae). De wetenschappelijke naam van de soort is voor het eerst geldig gepubliceerd in 1982 door Zhiltzova.